# Caloundra
Caloundra är en ort i Australien. Den ligger i kommunen Sunshine Coast och delstaten Queensland, omkring 74 kilometer norr om delstatshuvudstaden Brisbane. Antalet invånare är 38 706.
Caloundra är det största samhället i trakten. Genomsnittlig årsnederbörd är 1 778 millimeter. Den regnigaste månaden är januari, med i genomsnitt 345 mm nederbörd, och den torraste är september, med 40 mm nederbörd.